# Мод ван дер Мер
Мод ван дер Мер (нід. Maud van der Meer, 20 травня 1992) — нідерландська плавчиня.
Учасниця Олімпійських Ігор 2016 року.
Призерка Чемпіонату світу з водних видів спорту 2017 року.
Чемпіонка світу з плавання на короткій воді 2014 року, призерка 2016 року.
Чемпіонка Європи з водних видів спорту 2016 року, призерка 2014 року.